# 撑杆跳高
撑杆跳高，也叫做撐竿跳，是一项田径项目，由一个人用一根细长而灵活的杆子帮助他跳过一定的高度。该项运动歷史長久，在古代希臘，人類就利用長矛、木棍等長形物以撐過河流等障礙物。古克里特人和凯尔特人都有撑杆跳比赛的活动。而據記錄，在554年的愛爾蘭也出現撐越過河的遊戲。18世紀，撐竿跳高由於能鍛练身體，在德國曾流行一時，後來漸漸廣泛，普及到全世界。1896年，男子撑杆跳成为奥运会的正式比赛项目，2000年女子撑杆跳亦成为奥运会的正式比赛项目。
撑杆跳与跳高、跳远和三级跳一起，被列为田径四大跳跃项目之一。这提高了田径运动赛事的门槛，因为即使有一定的基础，它仍然需要大量的专业培训才能参加。许多优秀的撑杆跳运动员都有体操方面的背景，包括世界纪录保持者叶莲娜·伊辛巴耶娃（Yelena Isinbayeva）和布瑞恩·斯腾伯格，人们发现，跑动的速度可能是取胜最主要的因素。

## 规则

### 排名规则
1. 在取得成绩的高度上，试跳失败次数较少的选手，排名在前。
2. 若仍相同，则在本场比赛中，总的试跳失败次数较少的选手，排名在前。
3. 若仍相同，则不涉及争夺冠军的选手名次并列，涉及争夺冠军的选手进行加赛（若争冠选手达成一致，也可以不加赛，并列冠军）。

## 撑杆
撑杆跳高在剛成為田徑項目時，所使用的撐竿是以木材製造。當時所跳出2.29米的成績。後來於20世紀，人們發現竹竿不僅比較輕，而且彈性也比較高。
自此之後，人們以竹竿參賽，成績不斷提升。其後，合金撐竿的出現取代了之前的竹竿。

## 跳高架
撐竿跳高的立柱與跳高的立柱並非相同，前者運動的距離稱之為架距，架子可以向落地區的最大運動距離為80厘米，而後者的最大運動距離是不多於40厘米，運動員可以自行選擇距離。

## 橫杆
橫竿大多是由木料或是金屬所造成，有三角形以及圓形兩種種類，撐竿跳高所有的橫竿多是三角形，每邊的寬度為2.8厘米至3厘米，而圓形橫竿直徑為2.5厘米至3厘米。

## 著名運動員
| 運動員姓名        | 國籍          | 室外   | 室內   | 第一次超越六米的年份 |
| ----------------- | ------------- | ------ | ------ | -------------------- |
| 阿曼德·杜普兰蒂斯 | 瑞典 / 美国   | 6.29m  | 6.27m  | 2018                 |
| 谢尔盖·布勃卡     | 苏联 / 乌克兰 | 6.14 m | 6.15 m | 1985                 |
| Maksim Tarasov    | 俄羅斯        | 6.05 m | 6.00 m | 1997                 |
| Dmitri Markov     | 白俄羅斯 /    | 6.05 m |        | 1998                 |
| Okkert Brits      | 南非          | 6.03 m |        | 1995                 |
| Jeff Hartwig      | 美国          | 6.03 m | 6.02 m | 1998                 |
| Igor Trandenkov   | 俄羅斯        | 6.01 m |        | 1996                 |
| Timothy Mack      | 美国          | 6.01 m |        | 2004                 |
| Radion Gataullin  | 苏联 /        | 6.00 m | 6.02 m | 1989                 |
| Tim Lobinger      | 德国          | 6.00 m |        | 1997                 |
| Toby Stevenson    | 美国          | 6.00 m |        | 2004                 |
| 保罗·伯吉斯       |               | 6.00 m |        | 2005                 |
| Brad Walker       | 美国          | 6.00 m |        | 2006                 |
| 让·加尔菲翁       | 法國          |        | 6.00 m | 1999                 |
| Danny Ecker       | 德国          |        | 6.00 m | 2001                 |

## 延伸閱讀
1. 鄧儉輝，撐竿跳高初級技術指導要點。